# Всероссийский турнир сильнейших любителей 1911
Всероссийский турнир сильнейших любителей 1911 — шахматный турнир проходивший в октябре—ноябре в Санкт-Петербурге. Посвящён памяти С. А. Зноско-Боровского (1879—1911) — одного из организаторов Петербургского шахматного собрания.

## Главный турнир
22 участника из 13 городов:
- Санкт-Петербург (6 шахматистов),
- Киев, Варшава, Одесса и Казань (по 2),
- Москва, Минск, Рига, Пермь, Лодзь, Могилёв, Ковно, Екатеринбург — по 1;

победитель получал звание мастера.
Итоги:
- 1. С. Левитский — 16½ очков;
- 2. А. Флямберг — 14½;
- 3. С. Избинский — 13½;
- 4—5. С. Ланглебен, С. Розенталь — по 13;
- 6—8. Б. Верлинский, 3. Лурье, С. Шапиро — по 12½;
- 9—10. Е. Боголюбов, Л. Куббель — по 12;
- 11. П. Романовский — 11;
- 12—13. С. Лебедев, Б. Малютин — по 10;
- 14. К. Розенкранц — 9½;
- 15—16. П. Лист, B. Острогский — по 9;
- 17—18. Н. Косолапов, Л. Френкель — по 8;
- 19. В. Сурнин — 7½;
- 20. М. Эльяшов — 6½;
- 21. П. Евтифеев — 5½;
- 22. Б. Констанский — 5.

## Побочный турнир
18 участников из 7 городов:
- Санкт-Петербург (12 шахматистов),
- Москва, Нижний Новгород, Владимир, Тула, Рига, Белосток (по 1).

Итоги:
- 1—2. Р. Платц, И. Рабинович — по 12½ очков;
- 3. А. Смородский — 11½;
- 4. C. Утретский — 10½;
- 5—6. А. Чепурнов, Л. Шварцман — по 9.